# Cour suprême de la République dominicaine
Pour les articles homonymes, voir Cour suprême.

Drapeau de la Cour suprême de la République dominicaine.

La Cour suprême de la République dominicaine est la plus haute cour du pays.
La Cour suprême est composée de 16 juges qui sont désignés par le Conseil national de la magistrature après examen par celui-ci de leur parcours professionnel. La Cour est dirigée par un président et deux substituts.

## Compétences

### En première instance
Elle connaît en première instance des recours en matière pénale contre : le président et le vice-président de la République, les sénateurs, les députés, les secrétaires et sous-secrétaires d’Etat, les juges de la Cour suprême, le procureur général de la République, les juges et procureurs des cours d’appel, les avocats près le tribunal supérieur des terres, les juges du tribunal supérieur des terres, les membres du corps diplomatique, les membres de la Cour des comptes et du conseil électoral central.

### En appel
Elle est cour d’appel pour les jugements rendus en première instance par les cours d’appel.

### En cassation
La Cour suprême fonctionne également comme cour de cassation grâce à ses trois chambres :
- la première chambre compétente en matière chambre civile et commerciale ;
- la deuxième chambre compétente en matière pénale ;
- et la troisième chambre compétente en matière de contentieux agricole, du travail, administratif ou fiscal.

Chaque chambre est composée de 5 juges dirigés par un président.

## Réforme constitutionnelle de 1994
La réforme constitutionnelle de 1994 a bouleversé le paysage juridictionnel de la République dominicaine en instituant l’autonomie administrative et budgétaire de la Cour suprême ainsi que le principe de l’inamovibilité des juges.
Depuis cette réforme, la Cour a également le pouvoir de nommer tous les juges du pays et exerce un pouvoir disciplinaire sur les magistrats. Elle a également le pouvoir absolu de gestion du budget des cours, de leur personnel et de leur évolution de carrières. C’est ainsi la Cour suprême nomme les personnels des cours et fixe les salaires et rémunérations des juges et du personnel administratif des cours.

## Formations de jugement
Les formations de jugements de la Cour sont :
- l’assemblée plénière, où le quorum minimum est fixé à 12 juges et où les décisions sont prises à la majorité des voix. En cas d’égalité, c’est la voix du président qui départage,
- en chambre séparée : la première chambre en matière civile et commerciale, la deuxième chambre en matière chambre pénale et la troisième chambre en matière de contentieux agricole, du travail, administratif ou fiscal,
- en chambre réunies pour connaître de certains recours en cassation.

## Liens
- Lien vers le site officiel de la Cour suprême de la République dominicaine